# Agnes Ullmann
Agnes Ullmann (Satu Mare, Rumanía, 14 de abril de 1927 – París, 25 de febrero de 2019) fue una microbióloga francesa.

## Trayectoria
Ullmann se doctoró en microbiología en la Universidad de Budapest. Después de una visita de investigación al Instituto Pasteur en 1958 trabajando con el bioquímico Jacques Monod, se trasladó a Francia en 1960 con el apoyo de Monod, que consiguió introducirlos a ella y a su marido a través de la frontera entre Austria y Hungría en una caravana húngara. Ullmann se convirtió en ciudadana francesa en 1966 y, con una beca de la Fundación Rockefeller, se trasladó al laboratorio de Monod del Institut Pasteur, donde permaneció durante el resto de su carrera. Allí se convirtió en profesora, directora de laboratorio y, en 1982, fue admitida como miembro de la Junta Directiva.
Ullmann se ocupó inicialmente de los efectos de los antibióticos y fue capaz de dilucidar, entre otras cosas, el modo de acción de la estreptomicina (como inhibidor de la síntesis de proteínas en las bacterias). También estudió el efecto del segundo mensajero AMPc en la célula bacteriana. En 1967, mostró que el AMPc revierte la represión catabólica en la bacteria E. coli. Más tarde, descubrió otro factor que aumenta la represión de catabolitos (factor modulador de catabolitos o CMF).
Posteriormente, se ocupó del modo de acción del patógeno de la tos ferina y su toxina. Ullmann demostró que la toxina aumenta la producción de AMPc en la célula huésped y, por lo tanto, perturba su metabolismo. La capacidad de la toxina para proporcionar a otras moléculas acceso a la célula huésped atacada también le ayudó a desarrollar vacunas al combinar la toxina de la tos ferina con fragmentos antigénicos contra los que se debía inmunizar.

## Reconocimientos
En 2002, recibió la Medalla Robert Koch. Fue miembro honorario de la Academia Húngara de Ciencias y de la Academia Europea de Microbiología (EAM). El presidente de la EAM, Philippe Sansonetti, recordó todas sus contribuciones a la microbiología en la obra "In memoriam Agnes Ullmann".
En 1978, con el biólogo André Lwoff, publicó una colección de ensayos sobre Jacques Monod y dos antologías en su memoria.

## Trabajos
- Ullmann, Agnès; Lwoff, André, eds. (2003). Origins of molecular biology : a tribute to Jacques Monod. Washington, D.C: ASM Press. ISBN 1-55581-281-3. OCLC 53138790.
- Quagliariello, Ernesto; Bernardi, Giorgio; Ullmann, Agnes, eds. (1987). From enzyme adaptation to natural philosophy: heritage from Jacques Monod — proceedings of the Symposium "Jacques Monod and Molecular Biology, Yesterday and Today" held in Trani, Italy, 13-15 December 1986. Amsterdam; New York: Elsevier Science. ISBN 0-444-80887-6. OCLC 15631828.
- Ullmann, Agnès; Danchin, Antoine; Gasser, Francis, eds. (1986). Régulation de l'expression génétique : rôle de l'AMP cyclique (en francés). Paris: Hermann. ISBN 2-7056-1416-8. OCLC 14962384.
- Ullmann, Agnes; Jacob, François; Monod, Jacques (1967). «Characterization by in vitro complementation of a peptide corresponding to an operator-proximal segment of the β-galactosidase structural gene of Escherichia coli». Journal of Molecular Biology (Elsevier BV) 24 (2): 339-343. ISSN 0022-2836. doi:10.1016/0022-2836(67)90341-5.